# Barbie : Grande Ville, Grands Rêves
 (septembre 2021).
Série Barbie / Dreamhouse Adventures
Barbie et Chelsea : L'Anniversaire perdu
(2021) Barbie : Le Pouvoir des sirènes
(2022)
Pour plus de détails, voir Fiche technique et Distribution.
Barbie : Grande Ville, Grands Rêves (Barbie: Big City, Big Dreams) est le 39e long-métrage d'animation qui met en scène le personnage de Barbie, il est le quatrième film de la série Dreamhouse Adventures. Le film est sorti le 1er septembre 2021 sur Netflix aux États-Unis et a été réalisé par Scott Pleydell-Pearce.

## Synopsis
Barbie Roberts se rend de Malibu, en Californie, à New York pour participer à un programme d'été exclusif d'arts du spectacle. Elle rencontre une fille de Brooklyn, New York, qui s'appelle aussi Barbie Roberts. Elles sont surnommées Malibu et Brooklyn pour que les gens puissent les distinguer. Malibu et Brooklyn deviennent rapidement amies et explorent New York ensemble. Elles rivalisent pour savoir qui a ce qu'il faut pour obtenir le Spotlight Solo tant convoité à Times Square.
Le site Web du BBFC indique : " Il y a une très légère perturbation émotionnelle après qu'un personnage est accusé de saboter la carrière de son amie ".
Emmie fréquente également la Handler School for Performing Arts. C'est une popstar qui est la meilleure amie d'enfance de Brooklyn. Emmie fréquente l'école déguisée pour que les gens ne la reconnaissent pas. Dans une critique, Emmie est décrite comme "une adolescente pop sensationnelle qui lutte pour s'affranchir de son père autoritaire" Malibu et Brooklyn rencontrent également Rafa, un costumier. Elles deviennent ses meilleures amies et il crée des costumes pour elles. Les filles portent les costumes pour un spectacle à Times Square.

## Fiche technique
- Titre original : Barbie: Big City, Big Dreams
- Titre français : Barbie : Grande Ville , Grands Rêves
- Réalisation : Scott Pleydell-Pearce
- Scénario : Kate Splaine et Christopher Keenan
- Musique : The Math Club
- Production : Christopher Keenan (exécutif); Fred Soulie (exécutif); Adam Bonnett (exécutif)
- Société de production : Mainframe Studios, Mattel Television, WOW! Unlimited Media
- Pays : États-Unis
- Langue d'origine : anglais
- Format : couleur - son stéréo
- Genre : Film d'animation
- Durée : 60 minutes
- Dates de sortie : 
  -  États-Unis : 1er septembre 2021 (Netflix)[1]
  -  France : 8 septembre 2021[2]

Sources : Générique de fin, IMDb, Fandom

## Distribution
| - America Young : Barbie (Malibu) - Amber May : Barbie (Brooklyn) - Dinora Walcott : Dean Morrisson - Giselle Fernandez : Emmie (Lee) - Alejandro Saab : Rafa - Joshua Tomar : Mr. Miller - Desirae Whitfield : Nikki - Emma Galvin : Daisy - Christina Milizia : Teresa - Ritesh Rajan : Ken - Cassidy Naber : Chelsea - Cassandra Morris : Stacie - Kristen Day : Skipper - Lisa Fuson : Margaret - Greg Chun : George | - Helena Coppejans : Barbie (Malibu) - Nathalie Delattre : Barbie (Malibu, chant) - Sofia Abouatmane : Barbie (homonyme de Brooklyn) - Manuela Servais : Dean Morrisson - Dorothée Schoonooghe : Emmie (Lee) - Léopold Gaza : Rafa - Marc Weiss : Mr Miller - Delphine Chauvier : Nikki - Audrey Devos : Daisy - Mélissa Windal : Teresa - Maxime Donnay : Ken - Alayin Dubois : Chelsea - Aaricia Dubois : Stacie - Julie Basecqz : Skipper - Angélique Leleux : Margarette - Alain Eloy : Georges |

doublage
- Direction artistique : Véronique Biefnot
- Adaptation : Sophie Servais

Distribution et source VF : carton de doublage sur Netflix

## Chansons du film
- Avant nous (Before Us) – Malibu et Brooklyn
- J'travaille (Work It) – Malibu
- De bonnes vibrations (Good Vibes) – Malibu, Brooklyn et Rafa
- L'air de jeux de nos rêves (Playground of Our Dreams) – Brooklyn et Malibu
- On se voit à la ligne d'arrivée (See You at the Finish Line) – Brooklyn et Malibu
- Grande Ville et Grands Rêves (Big City Big Dreams) – interprétée par The Math Club

## Autour du film
Créée en 1959, la Poupée Barbie est à l'origine de nombreux produits dérivés. Elle a également inspiré plusieurs films d’animation. Barbie : Grande Ville, Grands Rêves est sorti la même année que Barbie et Chelsea : L'anniversaire perdu.
La Handler School of Performing Arts est probablement nommée d'après Ruth Handler, qui a créé Barbie.
Il y a des camées artistiques des poupées Barbie Fashionistas et Barbie EXTRA à New York.
Le concierge à New York fait référence à Malibu et Brooklyn comme à des "out-of-towners" (étrangers en français). Il s'agit peut-être d'une référence au film Escapade à New York, qui raconte l'histoire de deux personnes qui vont à New York.
Il y a un camée de Casse-Noisette lorsque Malibu et Brooklyn se produisent.
Malibu mentionne "P.A.C.E" (Une attitude positive, ça change tout!), qui est son slogan dans ses vlogs.